# 대부인 (백제)
대부인(大夫人, ? ~ 526년 12월)은 백제 25대 왕 무령왕 사마의 후궁이자 25대 성왕 명농의 어머니이다. 무령왕의 정실 부인이 아니라 왕비, 왕후라는 칭호을 받지 못하고, 사후 왕태비(王太妃) 또는 태비(太妃)로 추존되었다. 무령왕릉에서 발견된 무령왕대부인 지석에는 그를 태비가 수종(壽終)했다 하여 노인으로 사망했다고 기록하였다. 성씨와 본명은 불명이다.

## 생애
발굴 당시 무령왕의 관곽 옆에 그녀의 관곽이 있어 무령왕비로 알려졌으나, 무령왕비 은팔찌에 대부인(大夫人)이라는 이름이 새겨져 있어 왕의 정비가 아닌 것이 확인되었다. 삼국사기에 전지왕조에 팔수부인을 왕비로 삼았다고 기록되어 부인, 대부인은 왕비의 호칭이 아닌 것이 확인된다.
대부인의 이름과 성씨, 생년월일, 집안 출신 배경은 알려진 것이 없다. 그는 무령왕릉에 남편 무령왕과 같이 합장되었으나 왕비, 왕후라 칭하지 않았다. 그의 친정은 알려진 것이 없으나, 무령왕의 정비는 아니었다. 무령왕릉에서 발견된 무령왕비 금귀걸이와 무령왕비 은팔찌가 발견되었는데, 무령왕비 은팔찌에 그의 생전 칭호인 대부인(大夫人)이라는 한자가 새겨져 있다.
무령왕릉에서 발견된 유골 중, 여성의 유골을 통해 그의 존재가 확인되었다. 유골의 어금니는 17세 정도로 추정되었으나 어금니는 보통의 어금니와 다르게 닳은 흔적이 없고, 여성의 지석(무령왕대부인 지석)에는 백제국 왕태비 수종(百濟國 王太妃 壽終)으로 나타나, 노년기에 사망했다 기록되었다. 무령왕릉 지석에 무령왕 붕(崩)으로 기록되었으나 왕비의 지석에는 훙이 아닌 수종(壽終)으로 기록되어 있다.
대부인의 생애에 대한 것은 알려진 것이 없다. 무령왕릉에서 발견된 무령왕대부인 지석에 의하면 526년 12월 사망하여 다른 곳에 임시로 매장했다가, 529년 2월 20일 무령왕릉에 합장되었다 한다. 사망원인은 알려져 있지 않으나 노령의 나이에 사망했다 한다.

## 사후
대부인의 시신은 바로 무령왕릉에 합장되지 않고, 현 무령왕릉의 서쪽 혹은 서남쪽에 임시로 묻었다가(거상재유지, 居喪在酉地), 529년 2월 20일 현재의 능으로 이장, 개장하였다(개장환대묘 改葬還大墓)라 한다.
무령왕대부인 은팔찌에 의해 생전에는 대부인으로 불렸으나, 무령왕대부인 지석에 의해 사후 태비 또는 왕태비로 추존되었다. 추존된 날짜 시점은 알려져 있지 않으나 526년 12월 이후 529년 2월 20일 이전이다.

## 가족 관계
- 남편 :무령왕(武寧王, 461,462~523 재위:501~523)
  - 아들 : 성왕(聖王, ? ~554 재위:523~554)

## 같이 보기
- 무령왕
- 곤지
- 무령왕비 은팔찌
- 무령왕비 금귀걸이
- 무령왕비 베개
- 무령왕비 금제관식